# Rhynchochalcis thresiae
Rhynchochalcis thresiae är en stekelart som beskrevs av T.C. Narendran 1989. Rhynchochalcis thresiae ingår i släktet Rhynchochalcis och familjen bredlårsteklar. Inga underarter finns listade i Catalogue of Life.